# Отрив (кантон)
Отри́в (фр. Auterive, окс. Autariba) — кантон во Франции, находится в регионе Юг — Пиренеи, департамент Верхняя Гаронна. Входит в состав округа Мюре.
Код INSEE кантона — 3103. Всего в состав кантона Отрив входят 11 коммун, из них главной коммуной является Отрив.

## Население
Население кантона на 2009 год составляло 20 012 человек.
| 1962 | 1968 | 1975   | 1982   | 1990   | 1999   | 2006   | 2009   |
| ---- | ---- | ------ | ------ | ------ | ------ | ------ | ------ |
| 7738 | 9537 | 11 047 | 12 657 | 14 074 | 15 536 | 18 585 | 20 012 |

## Коммуны кантона
| Коммуна        | Население, чел. (2010) | Код INSEE | Почтовый индекс |
| -------------- | ---------------------- | --------- | --------------- |
| Бомон-сюр-Лез  | 1523                   | 31052     | 31870           |
| Венерк         | 2612                   | 31572     | 31810           |
| Верне          | 2080                   | 31574     | 31810           |
| Грепьяк        | 990                    | 31233     | 31190           |
| Лабрюйер-Дорса | 248                    | 31256     | 31190           |
| Лаграс-Дьё     | 478                    | 31264     | 31190           |
| Мирмон         | 2086                   | 31345     | 31190           |
| Морессак       | 437                    | 31330     | 31190           |
| Орибай         | 228                    | 31027     | 31190           |
| Отрив          | 9107                   | 31033     | 31190           |
| Пюиданьель     | 408                    | 31442     | 31190           |